# Andesteg
Andesteg er en traditionel middagsret til fejring af højtiderne mortensaften og juleaften. Hovedingrediensen er en hel and, som typisk steges i ovn. Grunden til, at der spises andesteg eller gåsesteg til mortensaften er, at Skt. Morten ifølge legenden blev afsløret i en gåsesti af skræppende gæs, hvorefter man gjorde ham til biskop.